# Ca Timbales
Ca Timbales és un edifici del municipi de Gandesa (Terra Alta) que forma part de l'Inventari del Patrimoni Arquitectònic de Catalunya.

## Descripció
És un edifici d'origen gòtic en cantonada al carrer Carnisseries consistent en planta baixa i dues plantes pis. Disposa de dues façanes en aquesta cantonada a més d'una tercera façana que dona a un pati lateral. Presenta motllures de pedra separadores de les diferents plantes. La porta d'accés a la planta baixa presenta llinda i laterals de pedra. La cantonada té carreus vistos. Les obertures de la primera planta tenen arcades lobulades apuntades de pedra. A la segona planta hi ha una galeria correguda de finestres balconeres apuntades. El remat de la façana es caracteritza per presentar una petita cornisa, semblant a la separadora entre plantes.